# عروج باي
عروج بك بن عادل القزَّاز (بالتركية العثمانية: عروچ بن عادل)(بالتركية: Oruç Bey أو Oruç bin Âdil)، ويُنطق اسمه بالتركية: "أوروتش باي"، مؤرخ عثماني من القرن الخامس عشر، وُلد في إدرنة العاصمة الثانية الدولة العثمانية وقتئذ، وعمل كاتباً في الديوان في عهد السلطان محمد الفاتح وابنه السلطان بايزيد الثاني. اشتهر عروج بك، وهو أحد أقدم المؤرخين العثمانيين، بعملٍ اسمه "تاريخ عروچ بيه" (بالتركية: Oruç Beğ Tarihi) ويُطلق عليه أحيانًا اسمًا مشابهًا لسجلات عثمانية أخرى: ”تاريخ آل عثمان (أوروچ بيه)“ وهو مكتوب باللغة التركية العثمانية ويصف التاريخ العثماني حتى عام 907 هـ ( السنة 1501/1502م). ويُعتبر سجله مصدرًا مهمًا لتاريخ بدايات الدولة العثمانية. أما العمل الآخر للمؤرخ، الذي كتب عملين، فهو مفقود واسمه غير معروف.
كان مؤرخًا عثمانيًا كتب أحد أوائل كتب تاريخ الدولة العثمانية، ويقول عنه بعض الباحثين أنه من أقدم المؤرخين العثمانيين،

## الحياة الشخصية
لا يعرف شيء تقريبًا عن حياته الشخصية، ولكن بناءً على المعلومات الواردة في مقدمة سيرته، يُفهم أنه عاش في زمن السلطان بايزيد الثاني وعمل كاتبًا في إدرنة، ربما كاتبًا للديوان، وأن والده كان صانع حرير (قزّاز - من دود القزّ) كازاخستاني.
لا توجد معلومات دقيقة عن المناصب الأخرى التي عمل بها، ولكن من المعروف أنه كان ميسور الحال مادياً، وأنه أنشأ في عام 905 هـ/1500م وقفاً في حي صاريجا پاشا (بالتركية: Sarıca Paşa) في أدرنة تحت رعاية الحاج محمود مؤذن المسجد القديم، بأربعة آلاف قطعة فضية نقداً وعقارات كانت تدر دخلاً سنوياً قدره 1848 قطعة فضية، وتبرع له بالمنازل والغرف والمحلات التجارية ذات الدخل المرتفع. وبما أن أعماله التي كتبها انتهت بأحداث سنة 908 هـ/1503م، فيمكن القول إنه توفي بعد هذا التاريخ بقليل.
من المحتمل أنه روى معركة أنقرة من الإنكشارية القدامى الذين شاركوا شخصياً في المعركة. 

## أعماله
وضع عروج بك كتابا يُعرف باسم "تاريخ عروج باي" أو ”تواريخ آل عثمان“ باللغة التركية العثمانية، يصف التاريخ العثماني حتى العام الهجري 907هـ (الميلادي 1501م / 1502م)، وهذا الكتاب يعتبر مصدرا هاما من مصادر التاريخ المبكر للدولة العثمانية.
في مقدمة كتابه "وقائع" يصف نفسه بأنه كاتب أدرنوي، أي من العاصمة العثمانية إدرنه، وتمتلئ كتابته باللغة العامية التركية بالتفاصيل السردية (العواصف والفيضانات والحرائق) وتقدم صورة مفصلة عن الحياة العثمانية في ذلك الوقت.